# 新納忠之介

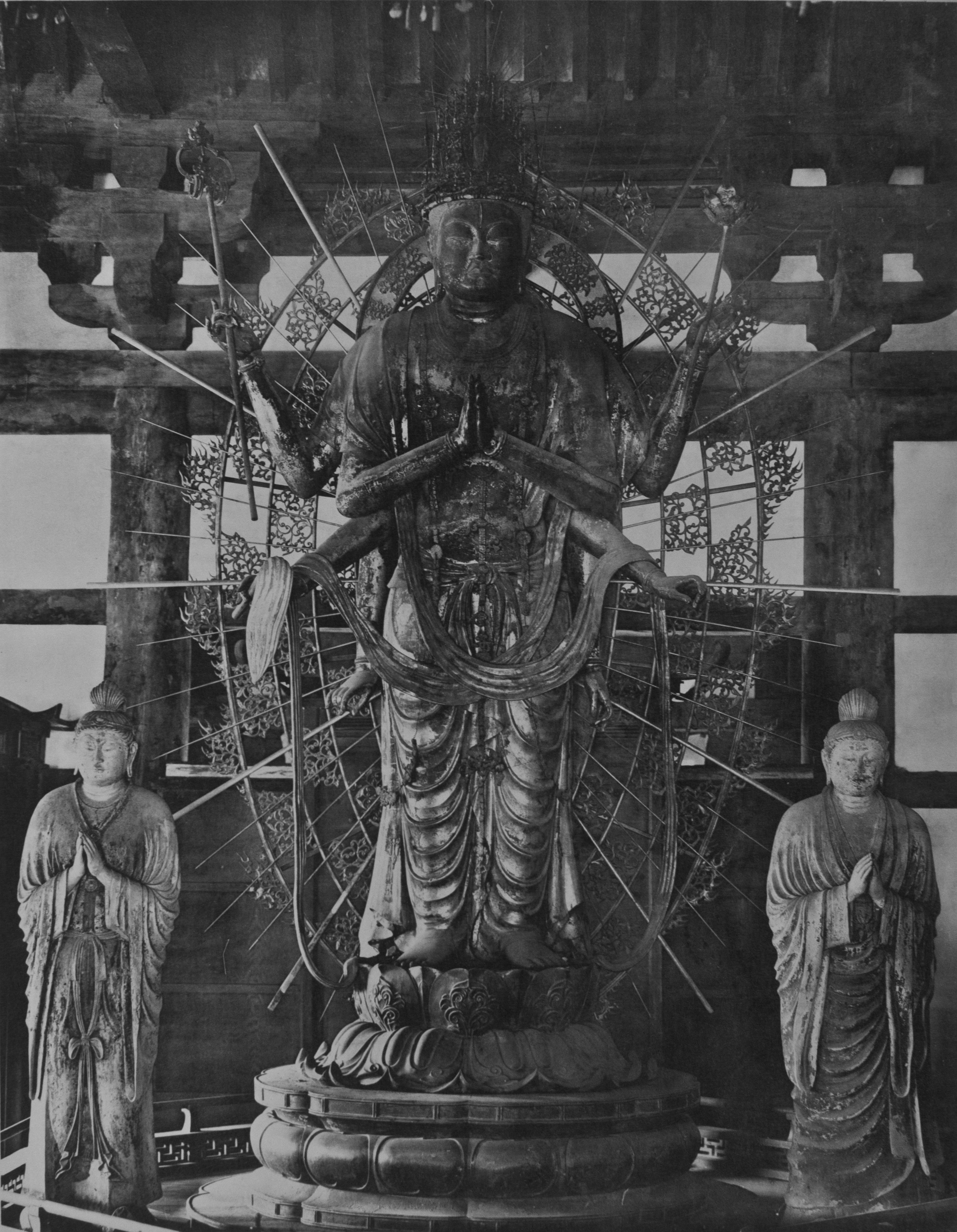
東大寺不空羂索観音立像。古社寺保存法に基づき新納が初めて修復を手掛けた仏像。

新納 忠之介（にいろ ちゅうのすけ、明治元年11月25日〈1869年1月7日〉 - 1954年〈昭和29年〉4月13日）は、日本の彫刻家。号を古拙。2,631体の仏像等の多くの文化財を修理した。修理前後の写真や書面など詳細な記録を残しており現在の文化財修理の基礎を築いた。

## 略歴

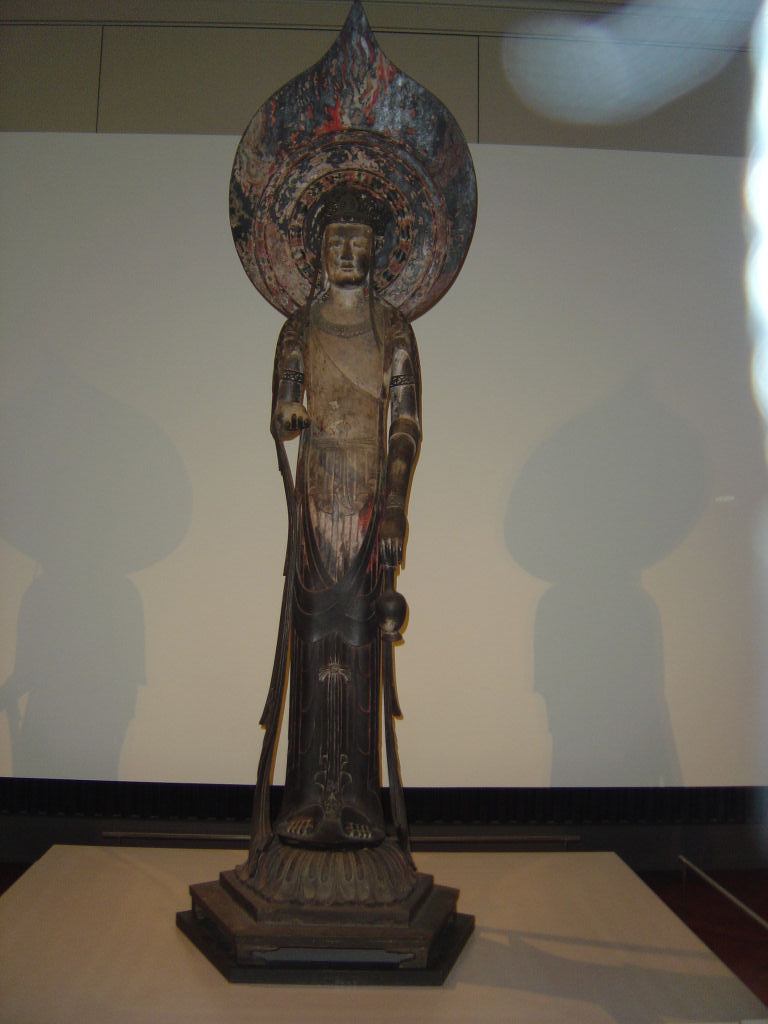
百済観音像模造（新納忠之介作、東京国立博物館蔵）

- 1869年、薩摩国鹿児島郡鹿児島城下新照院通町（現在の鹿児島県鹿児島市新照院町）に生まれる。地元・三州義塾に通う。[3]。
- 17歳の時海軍入隊を志して上京。はじめ三田英学校に入学し、のちに東京府立第一尋常中学校に入学。
- 1889年、東京美術学校（現東京藝術大学）の彫刻科に入学。本人曰く「尻から3番で合格した」との事であるが、卒業後の明治28年には在学中の品行を評されて優等證を岡倉天心(当時校長)から授与されている。在学中は高村光雲などに師事し、皇居前広場の「楠公」の制作に参加した。板谷波山とは同期。
- 1895年、東京美術学校助教授。
- 1897年、東京美術学校が中尊寺の修理を依頼され、新納は仏像の修理を担当。
- 1898年、岡倉覚三（天心）に同調して東京美術学校を辞職、日本美術院創設に参加。新納は仏像などの彫刻修理に専念する。
- 1906年、美術品の保存修理を主として行っていた新納らの部門は日本美術院第二部となる（日本美術院第一部は美術品の創作）。事務所は東大寺勧学院。
- 1909年、アメリカのボストン美術館に招かれ、1年間東洋部顧間として収蔵品の仏像の修復に携わる。
- 1910年、イギリスへ渡り日英博覧会美術館の工事に関わる。6月に帰国。古社寺保存会委員、国宝保存会委員に任命され、彫刻の国宝指定審査に当たる。
- 1911年、日本美術院第二部の事務所が勧学院から無量院（水門町）に移転。
- 1914年、岡倉没後の日本美術院再興・再編に伴い、日本美術院第二部は独立して国宝などの美術品修理を専門とする美術院となり、新納が院長となる（1946年まで）。
- 1919年、宮内省帝室博物館学芸委員になり、正倉院の調査研究に当たる。
- 1946年、美術院院長を引退。
- 1952年、奈良国立博物館評議員会評議員。
- 1954年、4月13日奈良市雑司町の自宅にて尿毒症のため逝去。享年86。勲四等に叙され、瑞宝章を追贈される。

## 岡倉天心との関係
岡倉天心は新納が仏像修復のパイオニアとしての方向性を決定づけた張本人であると言える。生涯にわたって岡倉を師と仰いで恋慕し続けてきた事は、新納に近しい人々の談で知られる所である。そうした運命の鍵となったのが明治34年(1901)から漸次開始された奈良の仏像修理事業である。奈良の修理に先んじて明治30年(1897)、東京美術学校が委託された奥州平泉・中尊寺金色堂の修理事業に新納は参加する。この時新納にとっても我が国にとっても初めての文化財修理を体験することになる。翌明治31年(1898)、古社寺保存法に基づく近代仏像修理事業として和歌山県下の神仏像修理が実施された。しかしこの時新納は美術学校騒動に伴い、東京美術学校を懲戒免官となったばかりであった。こうした騒乱の中で明治34年(1901)には円応寺、建長寺、明月院、観音寺、善通寺などの日本全国にわたる現地修理が記録されている。

## 作品
- 百済観音模造 東京国立博物館、大英博物館蔵